# Nereu e Aquileu
Nereu e Aquileu, chamados também Nereu e Aquiles (em latim: Nereus et Achilleus) foram dois santos mártires de Roma, Itália, condenados à morte, provavelmente no tempo de Diocleciano, imperador romano de 284 a 305. Eles são celebrados no dia 12 de maio. No mesmo dia celebra-se também Pancrácio de Roma e de 1595 até 1969 Flávia Domitila, quem provavelmente não tinha com eles alguma relação.

## Primeiro documento
O Papa Dâmaso I, papa de 366 até 384, colocou no túmulo de Nereu e Aquileu uma inscrição da qual dois notáveis fragmentos foram encontrados in situ por Giovanni Battista De Rossi em 1874.
Já antes do ano de 1874, se conhecia o texto completo da inscrição, conservado, com a indicação da sua localização e da identidade dos dois mártires, em vários manuscritos do oitavo século} que continham cópias feitas no século VII. Um exemplo é um manuscrito de Einsiedeln, que numa seção com o título Inscriptiones Urbis Romae diz que esta inscrição era "in sepulchro Nerei e Achillei" e que se referia a "Nereus et Achilleus martyres". El texto encontra-se também em manuscritos de Heidelberg, Klosterneuburg e Gottwick. A descoberta em 1874 do original tornou ainda mais evidente quem são os mártires alugados por Dâmaso.

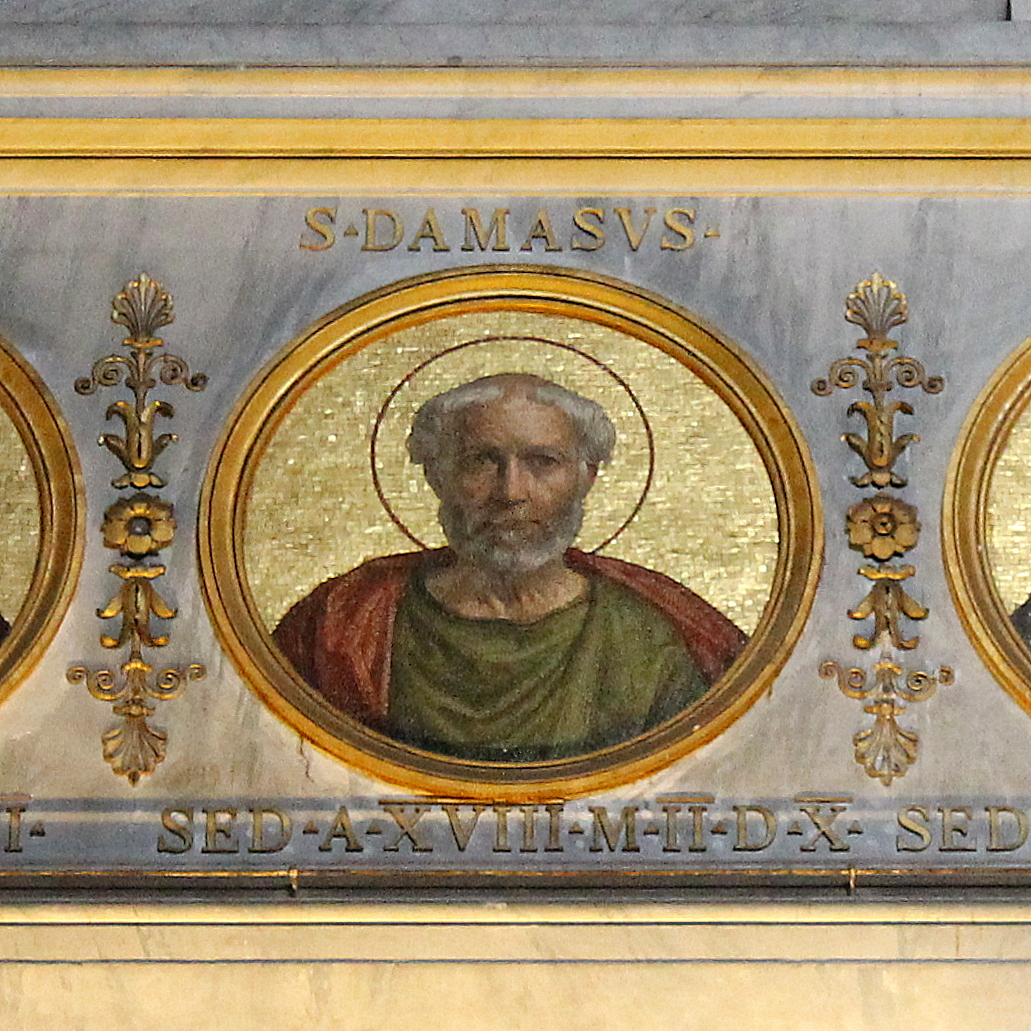
São Dâmaso

Texto da inscrição de Dâmaso
Militiae nomen dederant saevumq(ue) gerebant
officium, pariter spectantes iussa tyranni,
praeceptis pulsante metu servire parati.
Mira fides rerum: subito posuere furorem,
conversi fugiunt, ducis impia castra relinquunt,
proiciunt clipeos faleras telaq(ue) cruenta,
confessi gaudent Christi portare triumfos.
Credite per Damasum possit quid gloria Christi.
Tradução: Eles tinham alistado para o serviço militar e estavam realizando a sua função cruel, da mesma maneira atentos aos comandos do tirano, prontos para obedecer às ordens, compelidos pelo medo. Maravilha mas é verdade! De repente depositam a sua raiva. Convertidos fogem, abandonam o acampamento mau do comandante, arremessam os seus escudos, as suas condecorações e as suas armas sangrentas. Ao confessarem a Cristo, se alegram de levar os triunfos dele. Pela autoridade de Dâmaso acredite o que pode fazer a glória de Cristo.
Este texto, no qual o pensamento e a terminologia do último verso lembram uma inscrição de Dâmaso sobre a conversão de São Paulo, celebra como semelhante milagre brilhante de conversão por el poder de Cristo a de Nereu e Aquileu, que devem ter sido soldados da guarda pretoriana de Roma.
Os historiadores consideram provável que estes dois santos foram mortos na perseguição de Diocleciano, dirigida inicialmente contra os cristãos do exército (295-298) e, em seguida, contra a Igreja cristã como tal (a partir do ano 303).

## Lenda

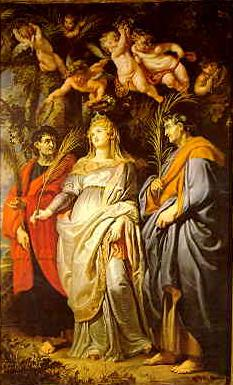
Peter Paul Rubens, Santa Domitila e os santos Nereu e Aquileu, Roma, Santa Maria in Vallicella, 1608

Uma lenda tardia (século V ou VI) representa a Nereu e Aquileu não como soldados, senão como eunuchi cubicularii (eunucos ao serviço do quarto de dormir). Este documento, os Atos dos Santos Nereu e Aquileu os representa como ao serviço da dama nobre Flávia Domitila, descrita inicialmente como sobrinha do imperador romano Domiciano (81–96) e mais tarde no texto como sobrinha de certo cônsul Clemens, geralmente identificado como Titus Flavius Clemens, marido duma sobrinha do mesmo imperador chamada Flávia Domitila.
Nesta lenda Nereu e Aquileu convencem a sua patroa que a virgindade é melhor que o casamento. O noivo dela obtém do imperador que ela seja relegada numa ilha. Lá Nereu e Aquileu, que acompanham a sua patroa, se debatem com dois discípulos de Simão Mago. Por continuarem a confirmar a Domitila na sua recusa do noivo, são trazidos para o continente e torturados e mortos em Terracina. Um discípulo deles leva os seus corpos a Roma e os sepulta "no campo de Domitila na cripta duma carreira … na Via Ardeatina a uma milha e meia do muro da cidade, perto da sepultura em que foi enterrada Petronila, a filha de São Pedro".
De acordo com Dennis Trout, os detalhes foram incluídos a fim de ligar a história com os mártires sepultados em túmulos vizinhos, para aumentar a confiança dos leitores na admoestação dos Atos para a castidade, e para validar a genuinidade do túmulo de Nereu e Aquileu, ponto de interesse, como o de Santa Petronila, para os visitantes às Catacumbas de Domitila.
Esta lenda é mais tardia do texto de Dâmaso gravado em mármore, pelo menos, um século antes, o primeiro testemunho do martírio dos Santos Nereu e Aquileu, como confirmam Dennis Trout, J.H. Crehan, Everett Ferguson e Johann Peter Kirsch

## Martirológios

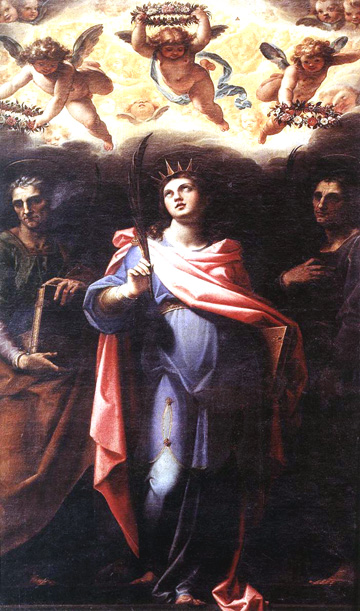
Santa Domitila com os santos Nereu e Aquileu, de Niccolò Pomarancio (1598-99) para la igreja Santi Nereo e Achilleo, em Roma.

Nereu e Aquileu são mencionados juntos e sem relação a outros santos nas listas de mártires romanos do século V, no Martirológio Jeronimiano atribuído a São Jerônimo, no Sacramentário gelasiano e nos itinerários utilizados pelos peregrinos do século VII aos túmulos em Roma de los mártires.
No século IX pela primeira vez eles são associados com Flávia Domitilla, como na lenda: o Martirológio de Ado de Vienne os chama eunucos dela (qui fuerunt eunuchi beatae Flaviae Domitillae). De Rossi observa que "a lenda (foi) aceite por Ado e espalhada depois nos martirológios sucessivos". A menção de Ado foi copiada pelo Martirológio de Usuard e por meio deste pelo Martirológio Romano de César Barônio. Assim Henri Quentin diz de Ado: "Em quase todos os lugares onde a tradição dos martirológios causou aos historiadores um grave embaraço encontramos a mão deste autor … Ado teve sobre o desenvolvimento da literatura martirológica a mais lamentável influência"
Antes da revisão do ano 2001, o Martirológio Romano dizia que Nereu e Aquiles primeiro sofreram um longo exílio na ilha de Pontia com a santa virgem Flávia Domitila, de quem eram eunucos; Em seguida, eles sofreram uma flagelação cruel, após o qual a consular Memmius Rufus tentou em vão, pelos tormentos do cavalete e do fogo, de forçá-los a sacrificar; porque eles disseram que, tendo sido batizados pelo bem-aventurado Pedro Apóstolo, eles não poderiam de forma alguma oferecer incenso aos ídolos, os fez decapitar.
Na preparação da edição de 2001 do Martirológio Romano decidiu-se "submeter ao juízo da disciplina histórica e lidar com mais diligência do que no passado os elogios e os nomes dos santos listados na Martirológio". Assim, esta edição dá nenhuma atenção para os Atos dos Santos Nereu e Aquileu e fornece sobre estes mártires informações baseadas apenas na inscrição gravada no mármore por Dâmaso:
"Os santos mártires Nereu e Aquileu, como informa o Papa São Dâmaso, tendo-se inscritos no serviço militar, estavam pelo medo prontos para executar as ordens ímpias do magistrado; mas se converteram ao verdadeiro Deus, arremessaram os escudos, as condecorações e as armas, deixaram o acampamento e, tendo confessado Cristo, regozijaram-se no seu triunfo. Neste dia os seus corpos foram depositados no cemitério de Domitila na Via Ardeatina em Roma".

## Basílica dos santos Nereu e Aquileu

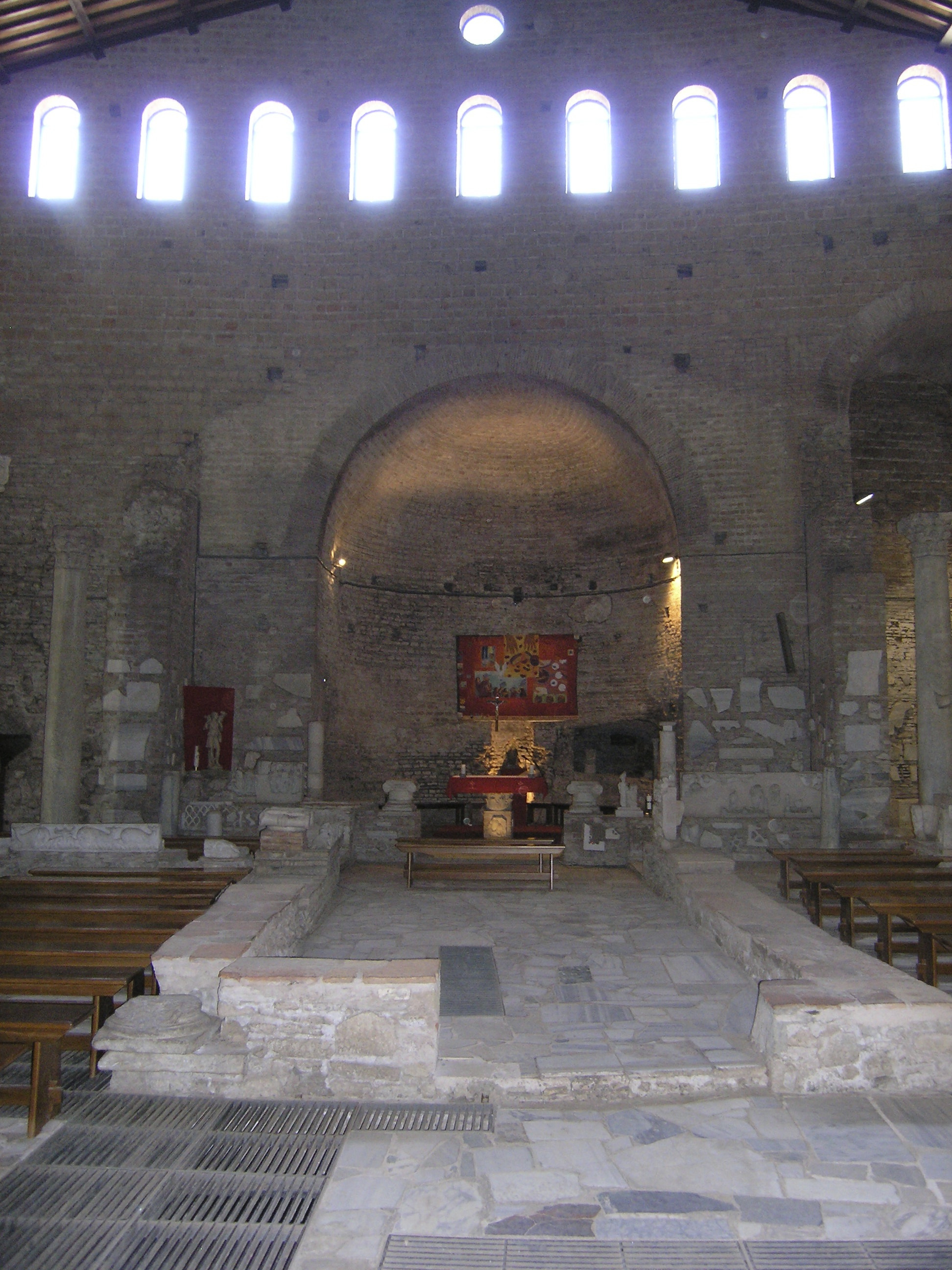
Basílica dos santos Nereu e Aquileu nas Catacumbas de Domitila em Roma

Em 1874 Giovanni Battista De Rossi trouxe à luz nas Catacumbas de Domitila uma basílica semisubterrânea com três naves, uma abside e um nártex, dedicada aos santos.
Esta basílica semisubterrânea foi precedida por duas fases estruturais anteriores subterrâneas, que não foram escavadas até agora.
A data da basílica é contestada. Pergola (1982) atribui a construção ao Papa Dâmaso; De Rossi (1874) ao mesmo século IV, mas depois da morte de Dâmaso, Krautheimer (1967) e Tolotti (1985) a cerca de 600. No século XXI, há um consenso crescente sobre a data do século V ou mais tarde.
As escavações de 1874 descobriram dois fragmentos da inscrição de Dâmaso, que confirma a existência dos dois santos e a sua profissão como militares. Também foi descoberta uma coluna de mármore, que servia para apoiar a cibório do altar da basílica. A coluna tem a inscrição "Acileus" e um baixo-relevo que descreve um homem com as mãos amarradas atrás das costas, e atrás dele um soldado quem está prestes a decapitá-lo. Outra coluna, encontrada quebrada, deve ter tido o nome "Nereus": permanece uma pequena secção que mostra os pés dos dois personagens duma cena semelhante.
O Liber Pontificalis informa que o Papa João I (523-526) reparou "o cemitério dos abençoados mártires Nereu e Aquileu", mas não é claro se este trabalho tem relação à basílica descoberta em 1874.
A basílica certamente existia por volta do ano 600, quando o Papa Gregório I pronunciou nessa a sua homilia 28.

## História posterior
No século VIII, numa situação de insegurança evidenciada pelo cerco de Roma pelos Lombardos em 756, houve uma transferência das relíquias de muitos mártires das catacumbas para as igrejas dentro das muralhas da cidade de Roma. De Rossi acredita que as relíquias dos Santos Nereu e Achilleus provavelmente permaneceram ainda nas catacumbas, mas Northcote e Brownlaw consideram mais provável que também estas famosas relíquias foram levadas para adentro da cidade. Não se pode excluir la possibilidade que as relíquias foram colocadas na igreja Santi Nereo e Achilleo quando foi construída antes do final do século VI ou más provavelmente quando foi reconstruída pelo Papa Leão III em 814.
Em 1215, foram depositadas na igreja Sant'Adriano al Foro (a Cúria Júlia) no Fórum Romano umas relíquias de origem desconhecida que seriam as de Nereu e Aquileu. Em 1597, estas relíquias, junto com as que seriam as relíquias de Flávia Domitila, foram transportadas com a maior solenidade desta igreja para a de Santi Nereo e Achilleo, que era então a igreja titular do Cardeal César Barônio, quem acreditava na lenda dos Atos dos santos Nereu e Aquileu e foi o primeiro a afirmar que havia duas Domitilas, uma a esposa e a outra a sobrinha de Flavius Clemens, ambas exiliadas por Domiciano. · 
Claro que é possível que as relíquias de Nereu e Aquileu foram transferidas, quando a uma data desconhecida a basílica foi despojada sistematicamente: foram levados para outra (nova?) igreja o altar, os bancos dos sacerdotes, os ambones, o pavimento.
O que causou a destruição final da basílica parece ser o terremoto que em 897 danificou gravemente a Arquibasílica de São João de Latrão, a catedral da Diocese de Roma. As colunas da basílica foram revertidas e depois descansaram paralelas umas às outras até a descoberta em 1874.
Na atualidade, a basílica é mais uma vez uma igreja em funcionamento e tem espaço para 500 fieis.</ref>As catacumbas de Domitilla</ref>
A inscrição reconstruída de Dâmaso está colocada na parede em frente da abside. As colunas descobertas são novamente em posição vertical.
Foi nesta basílica que um grupo de bispos católicos assinaram em 16 de novembro de 1965 pouco antes o final do Concílio Vaticano II, o chamado Pacto das Catacumbas, empenhando-se a adotar um estilo de vida simples e de serviço aos pobres.

## Festa
Desde o começo, a festa dos santos Nereu e Aquileu é em 12 de maio. Celebra-se juntamente com eles já antes do Calendário Tridentino de 1570 Pancrácio de Roma. O nome de Flávia Domitila (cuja festa própria é em 7 de maio) foi adicionado em 1595, por pedido do Cardeal César Barônio, mas foi retirado em 1969 por não pertencer à antiga tradição romana. Desde 1969 os Santos Nereu e Aquileu têm no Calendário Romano Geral um memória facultativa distinto do de São Pancrácio.